# Hans-Wolfgang Menges
Hans-Wolfgang Menges (Künstlername: Menges-SPELL; * 9. September 1946 in Heidelberg) ist ein deutscher Facharzt und Bildender Künstler.

## Leben und Wirken

### Medizinische Laufbahn
Menges studierte Medizin und Psychologie an den Universitäten Heidelberg und Düsseldorf und promovierte 1975 mit der Dissertation Beitrag zur Ätiologie und Pathogenese der Lunatummalazie; klinische und  sozialmedizinische Aspekte an der Ruprecht-Karls-Universität Heidelberg. Darüber hinaus vertiefte er seine medizinischen  Kenntnisse bei Uwe Bleyl am pathologischen Institut des Universitätsklinikums Mannheim und bei Josef Wellauer am Röntgeninstitut des Universitätsspitals Zürich. Schließlich absolvierte er seine Ausbildung zum Facharzt für Visceral-, Thorax-  und Gefäßchirurgie bei Michael Trede am Universitätsklinikum Mannheim.
Anschließend habilitierte sich Menges im Fach Chirurgie und wurde als außerplanmäßiger Professor an der Ruprecht-Karls-Universität Heidelberg übernommen. Schließlich übernahm er im Jahr 1995 die Stellung als Chefarzt der Gefäßchirurgischen Klinik am St.-Antonius-Hospital Eschweiler. Im Jahr 2005 wurde die Abteilung „Allgemein-, Thorax- und Minimalinvasive Chirurgie“ aus der von Menges geführten Gefäßchirurgischen Klinik herausgelöst und Letztere zur eigenständigen „Klinik für Allgemein-, Thorax- und Gefäßchirurgie“ aufgewertet, die 2009 von der Deutschen Gesellschaft für Gefäßchirurgie (DGG) und der Deutschen Gesellschaft für Angiologie als Gefäßzentrum zertifiziert wurde.
Ein Jahr später wurde Menges pensioniert und ist seitdem ausschließlich künstlerisch tätig. Menges ist verheiratet, hat drei Kinder und lebt in Aachen.

### Künstlerische Laufbahn
Zeitgleich mit seinem Medizinstudium absolvierte Menges bei Paul Berger-Bergner an der damaligen Werkkunstschule Mannheim eine Ausbildung in akademischer Malerei und bei Joseph Beuys an der Staatlichen Kunstakademie Düsseldorf eine Ausbildung in monumentaler Bildhauerei. Anschließend arbeitete er neben seiner medizinischen Tätigkeit als freier Mitarbeiter in verschiedenen Ateliers in Mannheim, Heidelberg, Düsseldorf, Emmerich und Paris. Darüber hinaus vertiefte er seine künstlerischen Fertigkeiten bei Mario Valle in Malerei und Siebdruck, bei Bernhard Epple in Kupferstich, bei Fritz Kuhn in Bildhauerei und bei Patrick Sauvat in Lithographie. Zusammen mit Rudi Baerwind, Peter Schnatz, M. Valle und A. Thouvignon gründete Menges 1972 in Mannheim das „1. Freie Symposion der Künste“.
Nach seinem dienstlichen Umzug nach Aachen im Jahr 1995 richtete er sich unter dem Künstlernamen „Menges-SPELL“ ein eigenes freies Atelier ein und gründete nach seiner Pensionierung im Jahr 2010 zusammen mit Gerda Zuleger-Mertens aus Eschweiler die „kunstwerkstatt-2-fall“ im Stolberger Stadtteil Zweifall.
Bereits im Jahr 1974 war Menges in Mannheim dem Berufsverband Bildender Künstler (BBK), Sektion Mannheim beigetreten und wechselte nach seinem Umzug nach Aachen in die Sektion Aachen/Euregio, die er 2016 und 2017 als Vorsitzender leitete. Darüber hinaus wurde er 2004 Mitglied der Europäischen Vereinigung Bildender Künstler (EBVK), deren Vizepräsidentschaft er von 2010 bis zu seinem Rücktritt im Jahr 2014 aufgrund interner Querelen übernahm.

## Schriften (Auswahl)
- Beitrag zur Ätiologie und Pathogenese der Lunatummalacie: klinische und sozialmedizinische Aspekte, Dissertation, Universität Heidelberg 1975
- Gefäßkrankheiten in der Praxis, zusammen mit Hubert Mörl. Thieme, Stuttgart 2000, ISBN 3-13-114657-5

## Œuvre
In Menges Œuvre, das schwerpunktmäßig aus Assemblagen, Grafiken, Gemälden, Fotogrammen und Skulpturen besteht, spiegeln sich Eindrücke  aus seinen medizinischen und künstlerischen Biografien wider. Dabei lässt er die Grenze zwischen Medizin und Kunst absichtlich bis zur Unkenntlichkeit verwischen, was für ihn und sein Publikum als kreative Bewusstseinserweiterung gedacht ist.
In den letzten Jahren greift Menges in seinen Kunstwerken immer wieder das Thema Friedensprozesse auf, die er gemeinsam mit vielen anderen Künstlern auf den Friedenstagen unter anderem in Ulm und Aachen zur Ausstellung bringt. Zusätzlich entstanden zusammen mit seiner Atelierspartnerin Gerda Zuleger-Mertens zahlreiche gemeinsam entwickelte thematische Einzelprojekte.
Menges Werke waren im Rahmen vieler in- und ausländischen Ausstellungen in renommierten Galerien und Museen sowie regelmäßig auf den Jahresausstellungen des BBK in Mannheim und Aachen und auf den Jahresausstellungen der Europäischen Vereinigung Bildender Künstler (EVBK) zu besichtigen.

### Ausstellungen (Auswahl)
- 1968: „Macht–Ohnmacht–Les jeunes de Mannheim  –  ein deutsch-französisches Revolutionskonzept.“ Mit  F. Arabal und Rudi Baerwind, Mannheim
- 1977: „Kunstszene Zürich 1977“; Züspahallen, Präsidialabteilung der Stadt Zürich
- 1979: „Kunst und Medizin“; Schloss Babstadt in Bad Rappenau
- 1980: „Große Deutsche Kunstausstellung 1980“; Haus der Kunst, München
- 1982: „Chirurgische und Bildende Kunst“; Rosengarten Mannheim
- 1990: „Medizin und Malerei “; Historisches Museum und Dürerbundhaus, Schloss Köthen, Anhalt
- 1994: „Kunst – Fehler“; Galerie Kreissparkasse, München
- 1997: Ausstellung Spotkania – Begegnungen, deutsch-polnische Ausstellung im Historischen Rathaus Münster, Stadt Münster
- 2000: „Artes medicorum“;Konzernzentrale Fresenius, Bad Homburg vor der Höhe
- 2001: „Horse Parade 2001“; Aachen
- 2003–2008: „Der lächelnde Christus –  die Antwort auf eine kranke Zeit“. Wanderausstellung auf Initiative des EVBK. Stationen der Ausstellung: Monschau/D (2003), Santiago de Compostela/S (2003), Rom/I (2004), Neuwied/D (2004), Daleiden/D (2004), Buchet/D, Kaufpesch/D (2004), Knechtsteden/D (2004/05), Brakel-Elst/B (2005), Hornbach/D (2005), Dormagen/D(2005), Heimbach/D (2005), Köln-Porz/D (2005), Blankenheim/D (2006), Himmerod/D (2006), Vaals/NL (2006), Duderstadt/D (2006), Ratingen/D (2007), Luxemburg/L (2007), Aachen/D (2007) und Monschau/D (2008)
- 2008/2009: „das Gebet“; Wanderausstellung auf Initiative des EVBK, Stationen der Ausstellung: Dormagen/D (2008), Hasselt/B (2008), Elst/B (2009), Antwerpen/B (2009), Brüssel/B (2009)
- 2010: „Diagnose – KUNST / KUNST – Diagnose–Ansichten–Durchsichten–Einsichten“; Eschweiler Kunstverein artopen 2010, Eschweiler[3]
- 2013: „6th International Biennial Pastel Exhibition“, BWA SOKÓL Gallery of contemporary Art, Nowy Sącz, Polen
- 2013: „7. KUNSTSTROM ROERdalen“, Kasteel Daelenbroeck, Herkenbosch (NL)
- 2013: „Artists for Freedom“, Ulm
- 2014: „NU; JETZT; MAINTENANT; NOW“, De kunstTour, Maastricht
- 2015: „Schmelztiegel“, Museum Zinkhütter Hof, Stolberg (Rhld.)
- 2015: „ES bin ICH / DIE KINDER DIESER WELT“, CityCube Berlin
- 2015, 2016 und 2017: „Kunst-Macht-Frieden“, 16 und 17. Aachener Friedenstage, Citykirche St. Nikolaus, Aachen[4]
- 2016: „das Gebet“, Nationalparkhaus, Baltrum